# Multi-instrumentista
Multi-instrumentista (FO 1943: multiinstrumentista) é um músico que toca dois ou mais instrumentos, em um nível profissional de proficiência. É muito comum a atuação do multi-instrumentista em Big-band tocando saxofone, flauta e clarinete. Um determinado grupo na orquestra que tem um timbre parecido, por exemplo: naipe dos metais: Trompetes, trombones, tuba, trompa. Naipe das madeiras: clarineta, oboé, fagote e flauta, etc. Um exemplo na música brasileira de multi-instrumentista foi Alfredo da Rocha Viana Filho, (1897-1973) mais conhecido como Pixinguinha, que era flautista e depois passou tocar saxofone também. Geralmente um multi-instrumentista toca um segundo instrumento que tem alguma semelhança com o que ele já tocava antes. "O multi-instrumentista amplia suas possibilidades de atuação tanto como músico como professor".
O bacharelado em música geralmente exige o domínio básico de um segundo instrumento.